# Municipio Cocorote
Municipio Autónomo de Cocorote es uno de los 14 municipios que forman el Estado Yaracuy, Venezuela.
El Aeropuerto Internacional Subteniente Néstor Arias, se encuentra ubicado en el municipio y es el aeropuerto principal de San Felipe, Yaracuy y del Estado Yaracuy.

## Historia
En la fundación de El Tocuyo por Juan de Carvajal, el 1 de noviembre de 1545, se determinó que “la nueva ciudad quedara asentada en un sitio estratégico que, además de ruta de paso hacia el interior de la provincia, estuviese a salvo de piratas y corsarios”. La razón de lo expresado radica en que el río Tocuyo comunicaba a los actuales estados Falcón y Lara. Los ríos Aroa y Yaracuy fueron también principales vías de comunicación de lo que hoy conocemos como el estado Yaracuy. Otra razón significativa es que los tres ríos desembocan en el Golfo Triste, ubicado en el mar Caribe.
Posteriormente a la fundación de El Tocuyo, en 1605, Alonso Sánchez de Oviedo descubrió unas minas de cobre, conocidas como las minas de Cocorote. Este hallazgo convirtió a la región en un emporio agrícola, fuerte productor de cacao y tabaco, productos que eran comercializados especialmente con los holandeses, quienes habían establecido factorías en Tucacas y en la desembocadura del río Yaracuy, sobre las playas del Golfo Triste. Estos comerciantes se beneficiaban del contrabando que se originaba en la ruta San Felipe–río Yaracuy, lo que generó una fuerte competencia con la Compañía Guipuzcoana.
Las minas comenzaron a ser explotadas por orden y permiso del Rey en 1632, cuando Francisco Núñez de Meleán ejercía la gobernación de Venezuela. No obstante, sus antecesores, García Girón y Francisco de la Hoz Berrío, fueron los verdaderos pioneros y promotores de la explotación del cobre en la zona. Esta actividad alcanzó su mayor auge entre 1630 y 1660, período durante el cual se extrajeron más de 135.500 libras de cobre.
Sometido Cocorote a la jurisdicción política de Barquisimeto, el Cabildo de esta ciudad intentó impedir por diversos medios el poblamiento de la región, entorpeciendo el comercio, destruyendo caminos, quemando viviendas y arrasando cultivos. Ni siquiera la estructuración definitiva de San Felipe logró detener las represalias de los cabildantes barquisimetanos.
En Yaracuy, los trabajos requeridos por los cacaotales, el transporte y la explotación de las minas de cobre de Aroa motivaron la introducción de numerosos esclavos de origen africano. Esta inmigración forzada generó serios problemas sociales y propició la formación de cumbes en zonas de difícil acceso.
Podemos inferir claramente que la formación de San Felipe tuvo su origen en Cocorote. Ya hacia 1605 se notaba la importancia del pueblo, al designarse en la época colonial las minas de cobre como “minas de Cocorote”, a pesar de estar situadas en Aroa.
Cocorote se encuentra a 420 metros de altitud, al pie de la sierra de Aroa. Está conectada con San Felipe por una exclusiva y bella avenida perimetral, por la antigua carretera Panamericana que enlaza con San Felipe, Guama, San Pablo y Chivacoa, y también por la autopista “Dr. Rafael Caldera”. Se encuentra estrechamente relacionada en lo económico y social con San Felipe, constituyéndose en un área de expansión de esta ciudad.
Cocorote es la capital del municipio Cocorote. De origen prehispánico, ejerció una poderosa influencia en la fundación de la capital del estado Yaracuy, San Felipe. Es asiento residencial de un importante sector de la población que labora en la capital yaracuyana. Aunque parte de su economía continúa ligada a la actividad comercial de San Felipe, dispone de una zona comercial propia en franco desarrollo. No obstante, la mayoría de los pobladores realiza sus actividades comerciales fuera de la jurisdicción.
Vale destacar que, en virtud de la División Político-Territorial del estado Yaracuy, establecida en la Gaceta Oficial del estado Yaracuy, año LXXXV, mes II, del 5 de noviembre de 1993, Cocorote se separó del municipio San Felipe, pasando a ser el municipio Cocorote.

## Geografía
Tiene una superficie de 135 km² y para 2011 se estimó una población de 52.610 habitantes. Su capital es la ciudad homónima de Cocorote, el municipio está integrado por una sola parroquia del mismo nombre.

### Clima
| Parámetros climáticos promedio de Municipio Cocorote, según mediciones de sensores remotos (2000–2011) | Parámetros climáticos promedio de Municipio Cocorote, según mediciones de sensores remotos (2000–2011) | Parámetros climáticos promedio de Municipio Cocorote, según mediciones de sensores remotos (2000–2011) | Parámetros climáticos promedio de Municipio Cocorote, según mediciones de sensores remotos (2000–2011) | Parámetros climáticos promedio de Municipio Cocorote, según mediciones de sensores remotos (2000–2011) | Parámetros climáticos promedio de Municipio Cocorote, según mediciones de sensores remotos (2000–2011) | Parámetros climáticos promedio de Municipio Cocorote, según mediciones de sensores remotos (2000–2011) | Parámetros climáticos promedio de Municipio Cocorote, según mediciones de sensores remotos (2000–2011) | Parámetros climáticos promedio de Municipio Cocorote, según mediciones de sensores remotos (2000–2011) | Parámetros climáticos promedio de Municipio Cocorote, según mediciones de sensores remotos (2000–2011) | Parámetros climáticos promedio de Municipio Cocorote, según mediciones de sensores remotos (2000–2011) | Parámetros climáticos promedio de Municipio Cocorote, según mediciones de sensores remotos (2000–2011) | Parámetros climáticos promedio de Municipio Cocorote, según mediciones de sensores remotos (2000–2011) | Parámetros climáticos promedio de Municipio Cocorote, según mediciones de sensores remotos (2000–2011) |
| Mes | Ene.                                                                                                   | Feb.                                                                                                   | Mar.                                                                                                   | Abr.                                                                                                   | May.                                                                                                   | Jun.                                                                                                   | Jul.                                                                                                   | Ago.                                                                                                   | Sep.                                                                                                   | Oct.                                                                                                   | Nov.                                                                                                   | Dic.                                                                                                   | Anual                                                                                                  |
| --- | --- | --- | --- | --- | --- | --- | --- | --- | --- | --- | --- | --- | --- |
| Temp. máx. abs. (°C)                                                                                   | 34.9                                                                                                   | 38.2                                                                                                   | 39.2                                                                                                   | 38.5                                                                                                   | 38.2                                                                                                   | 34.4                                                                                                   | 30.6                                                                                                   | 35.0                                                                                                   | 34.3                                                                                                   | 36.2                                                                                                   | 30.7                                                                                                   | 33.1                                                                                                   | 39.2                                                                                                   |
| Temp. máx. media (°C)                                                                                  | 26.9                                                                                                   | 29.0                                                                                                   | 30.2                                                                                                   | 28.0                                                                                                   | 27.9                                                                                                   | 27.2                                                                                                   | 26.8                                                                                                   | 28.2                                                                                                   | 29.2                                                                                                   | 28.4                                                                                                   | 26.6                                                                                                   | 26.3                                                                                                   | 27.9                                                                                                   |
| Temp. media (°C)                                                                                       | 22.3                                                                                                   | 23.2                                                                                                   | 22.8                                                                                                   | 22.2                                                                                                   | 24.1                                                                                                   | 24.5                                                                                                   | 23.1                                                                                                   | 24.0                                                                                                   | 25.0                                                                                                   | 25.3                                                                                                   | 23.4                                                                                                   | 23.2                                                                                                   | 23.6                                                                                                   |
| Temp. mín. media (°C)                                                                                  | 20.0                                                                                                   | 20.1                                                                                                   | 20.1                                                                                                   | 20.2                                                                                                   | 20.8                                                                                                   | 21.2                                                                                                   | 20.4                                                                                                   | 21.5                                                                                                   | 22.1                                                                                                   | 21.4                                                                                                   | 20.7                                                                                                   | 20.2                                                                                                   | 20.7                                                                                                   |
| Temp. mín. abs. (°C)                                                                                   | 1.9 | 12.6                                                                                                   | 11.2                                                                                                   | 2.3 | 15.0                                                                                                   | 10.1                                                                                                   | 14.6                                                                                                   | 14.6                                                                                                   | 17.3                                                                                                   | 16.3                                                                                                   | 14.2                                                                                                   | 11.9                                                                                                   | 1.9 |
| Fuente: MOD11A2 MODIS/Terra Land Surface Temperature/Emissivity                                        | | | | | | | | | | | | | |

## Economía
La economía se basa esencialmente en la agricultura, sin embargo, este municipio experimenta un crecimiento acelerado desde hace veinte años lo que ha generado la falta de servicios comerciales óptimos, obligando a sus habitantes a hacer todos sus requerimientos de este tipo en San Felipe la capital del Estado.

## Cultura

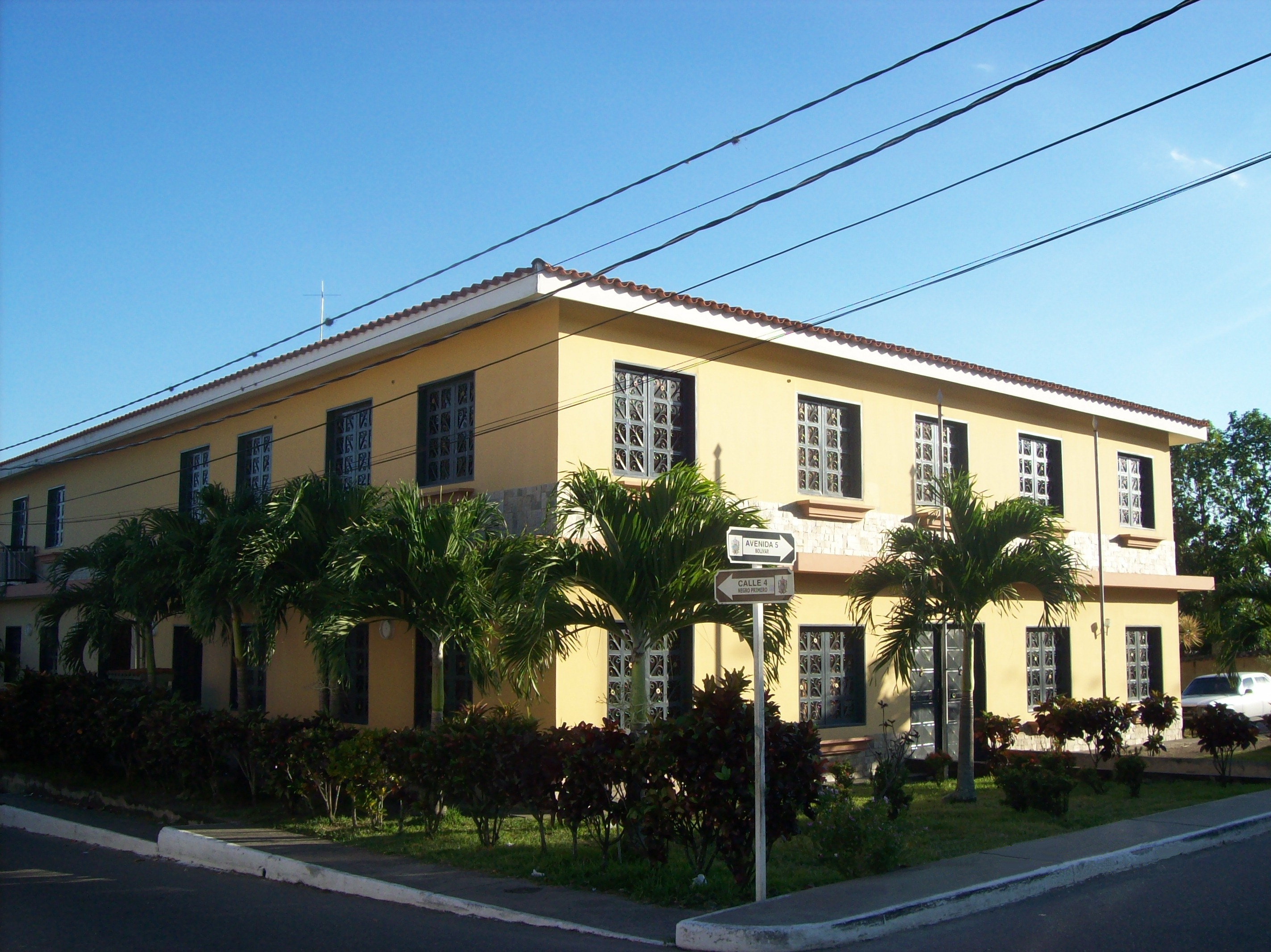
Alcaldía del Municipio Cocorote.

Destaca por la fabricación de guitarras y cuatros además de por elaborar objetos de cerámica, principalmente de animales.

## Política y gobierno

### Alcaldes
| Período                            | Alcalde            | Partido político / Alianza | % de votos | Notas |
| ---------------------------------- | ------------------ | -------------------------- | ---------- | --- |
| 1995 - 2000                        | Edward Capdevielle | CONVERGENCIA               | 39,39      | Primer alcalde bajo elecciones directas (se realizaron elecciones generales adelantadas en el 2000 debido a la aprobación de la Constitución de 1999) |
| 2000 - 2004                        | Edward Capdevielle | C2000                      | 48,20      | Reelecto |
| 2004 - 2008                        | Edward Capdevielle | Y-UNIDO                    | 39,18      | Reelecto |
| 2008 - 2013                        | Marcial Valenzuela | PSUV                       | 40,56      | Segundo alcalde bajo elecciones directas (se postergan 1 año las elecciones municipales pautadas Para finales del 2012)                               |
| 2013 - 2017                        | Amado Torres       | PSUV                       | 54,06      | Tercer alcalde bajo elecciones directas |
| 2017 - 2021                        | Amado Torres       | PSUV                       | 69,77      | Reelecto |
| 2021 - 2025                        | Pedro Bolaños      | PSUV                       | 42,61      | Cuarto alcalde bajo elecciones directas |
| Fuente: Consejo Nacional Electoral |                    |                            |            | |

### Concejo municipal
Periodo 2021 - 2025
| Concejales     | Partido político / Alianza |
| -------------- | -------------------------- |
| Nilda Lovera   | PSUV                       |
| Marcos Llovera | PSUV                       |
| Elvis Alvarado | PSUV                       |
| Miguel Garcia  | PSUV                       |
| Maria Soteldo  | PSUV                       |
| Moises Agreda  | PV                         |
| Diogenes López | PV                         |